# Bertha Säve
Anna Bertha Sophia Säve, född 23 augusti 1845 i Gävle, död 6 augusti 1929 i Gävle, var en svensk målare.
Hon var dotter till grosshandlaren Adolph Fredric Luth och Erica Wilhelmina Westerberg och från 1867 gift med rektorn Hjalmar Fredrik Säve. Om Säves konstnärliga utbildning saknas uppgifter men man vet att hon medverkade i Norrlands och Dala konstförenings utställningar i Gävle.